# 248866 Margherita
248866 Margherita este o planetă minoră (asteroid), cu un diametru de 1,396 km, din centura de asteroizi. A fost descoperită pe 17 octombrie 2006 la osservatorio astronomico della Montagna Pistoiese⁠(d) de . 
Obiectul prezintă o orbită caracterizată de o semiaxă mare de 2,6135276849896 UAi, o excentricitate de 0,26419583299267, o înclinație de 9,7079250876293 ° în raport cu ecliptica.